# Тулпар
Тулпар (турски: Tulpar, ујгурски: تۇلپار) је крилати или брзи коњ у туркијској митологији (на пример, казахстанска и татарска митологија), сличан Пегазу. Тулпар је такође у државним амблемима Казахстана, Монголије и Башкортостана.
Тулпар је настао у ловачком начину живота људи у Централној Азији. Људи су ловили с коњима, у друштву птице грабљивице. Ове две животиње, са људском маштом, формирале су се у једну и створиле крилатог коња познатог као Тулпар.
Ово митско створење такође се користило као државни симбол Казахстана, чији је амблем украшен са два златна Тулпара, на врху јурте (јурта је традиционални шатор у коме су живели Казахстанци) и сунчевим зрацима. Плава позадина представља небо где трче Тулпари.
Тулпар је легендарни коњ који се појављује у култури народа који говоре туркијски (Турци, Узбеци, Казахстанци, Киргизи итд.). Повезивање птице са коњем такође се може променити у повезаност са гоничем. Слика гонича који долази заједно са сликом легендарног коња омогућила је да се формира реч Тулпар, што је назив одгајивачнице.
Крила нису била нужно за лет већ за наглашавање њихове брзине. Ови коњи су поделили своје животе са својим господарима.